# Pňovany (nádraží)
Pňovany (původní název Nový Dvůr) jsou železniční stanice v okrese Plzeň-sever, ve vzdálenosti asi kilometru a půl severozápadním směrem od obce Pňovany okrese Plzeň-sever v Plzeňském kraji nedaleko přehrady Hracholusky na řece Mži. Leží na tratích Plzeň–Cheb a Pňovany–Bezdružice. Trať Pňovany–Bezdružice překonává Mži po technicky unikátním Pňovanském mostu. Stanice je elektrizovaná soustavou 25 kV, 50 Hz AC. Blíže k obci, východně od nádraží, se nachází železniční zastávka Pňovany zastávka.

## Historie
Stanice původně pojmenovaná Nový Dvůr (podle nedalekého statku) byla vybudována jakožto součást Dráhy císaře Františka Josefa (KFJB) spojující Vídeň, České Budějovice a Cheb, podle typizovaného stavebního návrhu. 28. ledna 1872 byl s místním nádražím uveden do provozu celý nový úsek trasy z Plzně do Chebu, kudy bylo možno pokračovat po železnici do Německa.
2. června 1901 otevřela společnost Místní dráha Nový Dvůr - Bezdružice železniční spojení své trati s Bezdružicemi. Po zestátnění KFJB v roce 1884 pak obsluhovala stanici jedna společnost, Císařsko-královské státní dráhy (kkStB), po roce 1918 správu přebraly Československé státní dráhy (bezdružická dráha byla znárodněna až roku 1925).
Elektrický provoz přes stanici byl zahájen 8. listopadu 1967.

## Popis
Stanicí prochází Třetí železniční koridor. Trať od Plzně je dvoukolejná, dále v chebském směru pokračuje jako jednokolejná. V roce 2011 byla dokončena úprava nádraží na koridorové parametry: nacházejí se tři nástupiště, z toho jedno vnější u budovy a dále jedno ostrovní a jedno jednostranné vnitřní nástupiště s přístřešky, tato dvě nástupiště jsou přístupná podchodem pod kolejištěm, bezbariérový přístup zajišťují přístupové rampy. Cestující se orientují dle elektronického informačního systému. Vlaky mohou stanicí projíždět rychlostí až 145 km/h.